# The Extra Man
The Extra Man es una comedia cinematográfica del 2010 basada en la novela por Jonathan Ames. La película es dirigida y escrita por Shari Springer Berman y Robert Pulcini. Protagoniza en ella Kevin Kline, Paul Dano, Katie Holmes y John C. Reilly.

## Trama
Un dramaturgo fracasado, Henry Harrison, desarrolla una relación extraña con su mentor Louis Ives, un aspirante a escritor a quien Henry le alquila una habitación en su apartamento de Nueva York. Henry le enseña a Louis el arte de ser un "hombre extra," acompañando y entreteniendo a las mujeres mayores en su vida social de fantasía. En el camino, Lougis encuentra una compañera de trabajo, Mary Powell, y un vecino envidioso y excéntrico, Gershon.

## Elenco
- Kevin Kline como Henry.
- Paul Dano como Louis.
- Katie Holmes como Mary.
- John C. Reilly como Gershon.
- Patti D'Arbanville como Katherine.
- Alicia Goranson como Sandra.

## Producción
El rodaje tuvo lugar en Nueva York entre finales de febrero y comienzos de abril de 2009. La película hizo su debut en el Festival de Cine de Sundance 2010. Fue lanzada a los cines el 30 de julio de 2010.